# Sophia von Hessen
Sophia  von Hessen (* 1264; † 1331) war eine landgräfliche Prinzessin aus dem Haus Hessen und wurde durch Heirat mit Otto I. Gräfin von Waldeck.

## Leben
Sophia war die älteste Tochter des Landgrafen Heinrich I. von Hessen und dessen Ehefrau   Adelheid, Tochter des Herzogs Otto I. von Braunschweig-Lüneburg. Sie erhielt ihren Vornamen nach ihrer Großmutter Sophie von Brabant.
1271 trafen die Brüder Adolf, Gottfried und Otto von Waldeck eine Vereinbarung untereinander derart, dass derjenige, der Sophia heiraten würde, alleiniger Herr von Waldeck sein sollte. Um 1275 wurde Sophia mit Otto von Waldeck verheiratet.
Die Ehe mit Otto, der auch kurmainzischer Oberamtmann in Hessen war und 1305 von Feinden des Erzstifts Mainz gefangen genommen und in der Haft erdrosselt wurde, kam erst 1281 zum Vollzug. Neun Kinder gingen aus der Ehe hervor: 
- Heinrich, Nachfolger seines Vaters als Graf von Waldeck.
- Adolf (III.), Domherr in Hildesheim.
- Gottfried, Domherr in Mainz.
- Eberhard, Domherr in Minden.
- Ludwig, Domherr in Münster.
- Mechthild, ⚭ Eberhard III. von Breuberg.
- Elisabeth, ⚭ Dietrich III. (V.) von Hohnstein zu Klettenberg.
- Adelheid, ⚭ Wilhelm I. von Katzenelnbogen.
- Otto, † 1310

Sophia starb nach dem 12. August 1331 und fand im Kloster Netze, der Grablege der Waldecker Grafen, neben ihrem Mann ihre letzte Ruhestätte. 